# Stazione di Ghivizzano-Coreglia
La stazione di Ghivizzano-Coreglia è una fermata ferroviaria, in passato stazione, posta sulla ferrovia Aulla-Lucca. Serve il comune di Coreglia Antelminelli e la sua frazione Ghivizzano, in provincia di Lucca.

## Storia
Già nel 1901 l'impianto era stato proposto come possibile stazione sul nuovo tratto Bagni di Lucca-Castelnuovo di Garfagnana della ferrovia Lucca-Aulla, aperto il 17 luglio 1911.
Nel 2002 la fermata risultava impresenziata insieme ad altri 25 impianti situati sulla linea.

## Strutture e impianti
La fermata dispone di un fabbricato viaggiatori, di un fabbricato per i servizi igienici e di un'ampia banchina che serve l'unico binario di corsa della linea. Disponeva anche di uno scalo merci, non più utilizzato, composto da un tronchino, un fabbricato apposito e da un piano caricatore.
Originariamente vi erano due binari che erano serviti da due banchine e collegate tra loro tramite un sovrappasso. In seguito, quando l'impianto venne declassato a fermata, il primo binario è stato scollegato e in parte smantellato e sul suo ex sedime è stato ricavato l'unione delle due banchine.
In direzione Aulla al chilometro 28+484, fuori dal perimetro della fermata, si apriva un raccordo che collegava la linea ad una fabbrica (raccordo Tronchetti). Raccordo in seguito dismesso con demolizione del deviatoio che lo collegava alla linea.

## Movimento
La stazione è servita dalle relazioni regionali Trenitalia svolte nell'ambito del contratto di servizio stipulato con la Regione Toscana denominato anche "Memorario". Nel 2007 la fermata risultava frequentata da circa 70 persone al giorno.

## Servizi
La fermata, classificata da RFI nella categoria bronze, dispone di:
- Biglietteria automatica
- Servizi igienici